# 7367 Giotto
7367 Giotto è un asteroide della fascia principale. Scoperto nel 1971, presenta un'orbita caratterizzata da un semiasse maggiore pari a 3,1921550 UA e da un'eccentricità di 0,1246562, inclinata di 0,72402° rispetto all'eclittica.